# Alexander 4. af Makedonien
Alexander 4. af Makedonien levede fra 323 til 309 f.Kr..
Konge af Makedonien fra 323 til 309 f.Kr. Alexander IV var søn af Alexander den Store og hans kone Roxana, prinsesse af Baktrien. Han blev født nogle få måneder efter sin fars død og blev hurtigt erklæret for medkonge sammen med sin onkel Philip III af Makedonien. Ingen af dem havde politisk indflydelse; Philip blev anset for retarderet, og Alexander var et spædbarn. Det betød udnævnelse af regenter, der regerede på Alexanders og Philips vegne. Flere af hans fars generaler kunne nu gøre sig uafhængige af tronen og øge deres magt i de erobrede områder.
I hans regeringstid mellem 323 og 309 f.Kr. var der fire, der regerede i Alexanders navn:
- Perdiccas, mellem 323 f.Kr. indtil han blev myrdet i Juni, 321 f.Kr.
- Antipater, sommeren i år 321 f.Kr. til sommeren i år 319 f.Kr., da han døde af sygdom.
- Polyperchon, regent fra 319 f.Kr. til 316 f.Kr. en arving valgt af Antipater selv. Olympias, Alexanders bedstemor, øvede stor indflydelse over Polyperchon og beordrede ham til at give ordren til at snigmyrde Alexanders onkel Philip III i 317 f.Kr.
- Kassander (316 f.Kr.-298 f.Kr.), Antipaters søn, slog Polyperchons hære, fangede og henrettede Olympias. Mellem 316 f.Kr. og 309 f.Kr. holdt regenten Kassander den unge kong Alexander fangen. I år 309 f.Kr. havde han udbygget sin magt i Makedonien, men da Alexander nærmede sig voksenalderen, havde nogle, der var loyale overfor kongehuset, set frem til Alexanders overtagelse af tronen, så han kunne regere af gavn. For at undgå en trussel mod sin magt, beordrede Kassander den 14-årige dreng myrdet. Royalisterne støttede stadigvæk Alexander den Stores uægte søn Herakles.